# Знак процента
Знак процента (%) — знак, чаще всего обозначающий проценты.

## Происхождение обозначения
Само слово «процент» происходит от лат. pro centum, что означает в переводе «на сто (сотню)».
Символ процента эволюционировал из сокращения pc — итальянское per cento.
До 1425 года для обозначения процента не использовалось каких-либо специальных символов. Употребляли итальянский термин per cento (на сотню), в том числе, в сокращённой форме: «per 100», «p 100», «p cento». Например, в тексте 1339 года использовалась буква «p» с горизонтальной чертой, что обычно обозначало сокращение «per», «por», «par», или «pur».

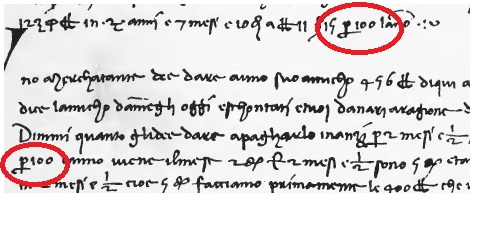
Текст 1339 года, приведённый в Rara Arithmetica с. 437. Отмечено два употребления «p 100»

В XV веке аббревиатуру стали записывать как «pc» с небольшим кругом в конце, обозначающим конечную букву -o (в итальянском на неё оканчивались числительные, например primo, secondo и так далее). Первые употребления обнаружены в дополнениях к тексту 1425 года, вероятно, сделанных около 1435 года.

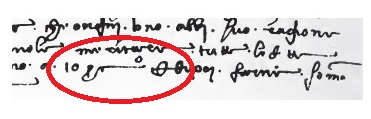
Текст 1425 года из Rara Arithmetica с. 440

Аббревиатура «pc» с кругом постепенно эволюционировала к знаку горизонтальной дроби («per o/o»; примерно к 1650 году), в дальнейшем потеряв часть «per».

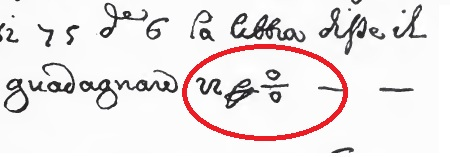
Текст 1684 года, приведённый в Rara Arithmetica с. 441

В XVIII веке встречается вариант написания, сходный с современным.

## Правила набора
В тексте знак процента используют только при числах в цифровой форме, от которых при наборе ГОСТ 8.417—2002 требует отделять неразрывным пробелом. Например, доход 67 % (67 процентов), 100 % (100 процентов). Это правило набора введено в действие в 1982 году нормативным документом ГОСТ 8.417—81 (впоследствии заменённым на ГОСТ 8.417—2002).
Знак процента используют без пробела перед ним для сокращённой записи сложных прилагательных, образованных при помощи числительного и прилагательного «процентный», так как это является одним словом. Например, 20% (двадцатипроцентная) сметана, 10% (десятипроцентный) раствор, 5% (пятипроцентная) ставка, 100% (стопроцентный) и тому подобное.

## Использование в информатике
- Был добавлен в 6-битную кодировку комитетом X3.2 в 1961 году. Позже ECMA намеревалась принять код для символа % в собственном 6-битном варианте, однако в финальный набор символ не вошёл[7].
- В Бейсике знак процента, поставленный сразу после имени переменной, означает тип данных «целое».
- В языке Си, а также других языках его синтаксического семейства (B, C++, D, Java и др.), знак процента обозначает операцию вычисления остатка от целочисленного деления, например 8 % 3 == 2. Также знак процента используется в качестве специального символа, начинающего спецификацию формата ввода или вывода данных в «форматных» строковых функциях стандартной библиотеки Си, таких как printf и scanf, а также многих других, использующих похожие форматные строки, например printk в ядре Linux (форматирует строку и выводит её на системную консоль); аналогичным образом символ процента используется в Unix-программе (в некоторых случаях — shell builtin-е) printf. Компилятор Си из Oracle Solaris Studio использует знак процента в форматных спецификаторах директивы компилятора #pragma ident.
- Во многих программах знаками процента отбиваются ключевые слова, например %title%, %site%.
- В Perl знак процента, предшествующий имени переменной, означает тип данных «хеш».
- В командах DOS и пакетных файлах используется как первый символ объявления подстановочной переменной для команды FOR; для пакетных файлов нужно указывать двойной знак процента — %%.
- В операционной системе Microsoft Windows для доступа к переменным окружения, а также локальным (сессионным) переменным командного интерпретатора cmd.exe.
- В URI для непечатных символов и символов, не входящих в ASCII[8]: за знаком процента указывается шестнадцатеричное значение байта (семибитной последовательности в случае символов ASCII), хранящего символ, например %5d. Иное использование символа запрещено.
- В SQL знак процента при команде LIKE заменяет любое количество любых символов, то есть обеспечивает поиск по маске.
- В MATLAB-программах, TeX-разметке, PostScript и языках ассемблера некоторых процессорных архитектур знак процента употребляется перед началом строчного текстового комментария.
- В калькуляторах имеется кнопка с изображением процента. В зависимости от фирмы-изготовителя простейшие калькуляторы вычисляют: процент от числа; процентное отношение одного числа от другого; процентную надбавку (mark-up); процентное изменение.